# 打雪仗

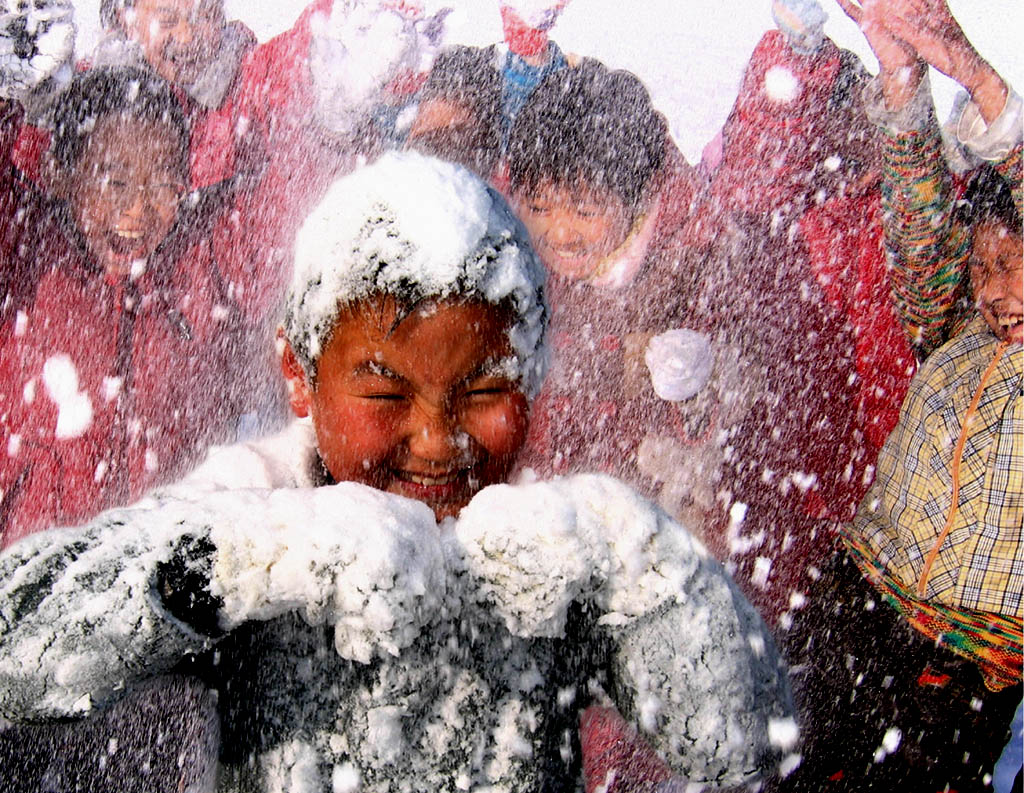

打雪仗是少年在雪中或雪后的一种娱乐方式。打雪仗所需的场地是一片有足够积雪的区域。打雪仗的过程中，参与者将雪制成雪球，抛向对方，也有将用手捧起一把雪近距离攻击。打雪仗的装备是耐寒的衣服，以及手套，但都不是必须的。一般没有胜负的情况，自开始至所有参与者均无意继续，或是时间不再允许继续为止。